# حزب کتائب
حزب کتائب با نام قبلی حزب فالانژ لبنان، یکی از حزب‌های دست راستی تندرو در کشور لبنان است. اگر چه حزب فالانژ لبنان به‌طور رسمی یک حزب سکولار است، اما به کلیسای مارونی منتسب است و برای حفظ منافع مسیحیان مارونی در لبنان فعالیت می‌کند. حزب فالانژ لبنان یکی از بازیگران اصلی در طول جنگ داخلی لبنان بود که از سال ۱۹۷۵ تا ۱۹۹۰ میلادی در لبنان جریان داشت که نهایتاً با اخراج سازمان آزادی‌بخش فلسطین از لبنان پایان یافت.

## تأسیس
حزب فالانژ لبنان در سال ۱۹۲۶ میلادی، توسط پیر جمیل بنیان‌گذاشته شد. شعار این حزب «خدا، میهن و خانواده» بود. حزب فالانژ برای به قدرت رساندن مسیحیان مارونی در لبنان تلاش می‌کرد.

## جنگ داخلی لبنان

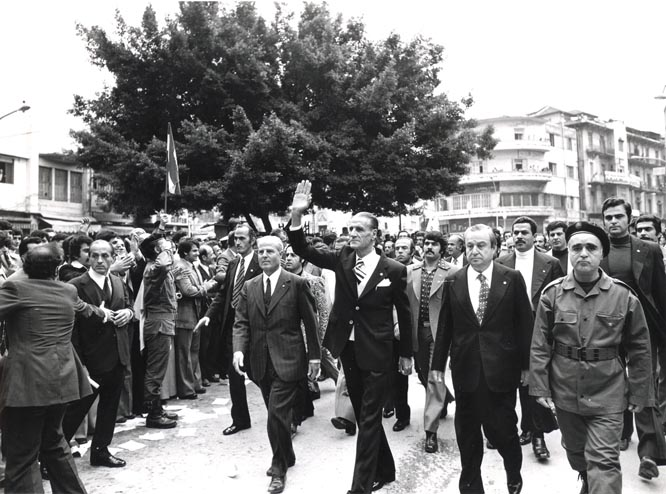
پیر جمیل بنیان‌گذار حزب فالانژ لبنان در سال‌روز تأسیس حزب در سال ۱۹۷۱ میلادی در منطقه مسیحی‌نشین اشرفیه در شرق بیروت.

در فرودین ۱۹۷۵ میلادی (۱۳ آوریل ۱۹۷۵) وقتی پی‌یر جمیل مؤسس و رهبر حزب کتائب (حزب فالانژ لبنان) در حال بازدید از مراحل ساخت کلیسایی در عین الرُمّانة بود هدف حمله سرنشینان مسلحِ خودرویی ناشناس قرار گرفت. این سوء قصد به سازمان آزادی‌بخش فلسطین نسبت داده شد، اگرچه صحت آن ثابت نشد. پی‌یر جمیل از سوءقصد جان سالم به در برد، ولی این رویداد به بهانه‌ای برای اقدامات متقابل و در نهایت به جنگ داخلی ۱۵ ساله در لبنان منجر شد.
در طول جنگ داخلی لبنان، حزب فالانژ با همراهی دیگر احزاب ملی‌گرای لبنانی با سازمان آزادی‌بخش فلسطین و نهضت ملی لبنان به جنگ خیابانی می‌پرداخت و متحد استراتژیک اسرائیل به‌شمار می‌رفت. در سال ۱۹۸۲ آریل شارون با محاصره بیروت راه را برای به قدرت رسیدن فالانژها هموار کرد. در همین هنگام مجلس لبنان، بَشیر جُمَیِّل فرزند پیر جمیل را به عنوان رئیس‌جمهور برگزید.
در ۱۴ سپتامبر ۱۹۸۲ میلادی، بَشیر جُمَیِّل نه روز پس از تحویل گرفتن مقام ریاست جمهوری لبنان و قبل از ادای سوگند رسمی، به همراه ۲۵ نفر از همراهانش، در مقر حزب فالانژ لبنان در منطقه اشرفیه، بیروت به وسیله انفجار بمب، به قتل رسید. قتل بشیر جمیل ضربهٔ بزرگی بر حزب فالانژ بود. پس از دو روز از قتل بشیر جمیل، رئیس‌جمهور لبنان، نیروهای حزب فالانژ به دو اردوگاه صبرا و شتیلا در جنوب لبنان وارد شدند و بین ۷۰۰ تا ۳۵۰۰ نفر از فلسطینیان را کشتند.
برادر بشیر به نام امین جمیل رئیس‌جمهور بعدی لبنان شد. اما با افزایش نفوذ سوریه، موقعیت مسیحیان مارونی در صحنه سیاسی لبنان متزلزل شد. امین جمیل در سال ۱۹۸۸ میلادی، به همراه خانواده خود لبنان را ترک گفت و وارد تبعید خودخواسته شد.